# Hrabstwo Meriwether

Piramida wieku hrabstwa

Hrabstwo Meriwether (ang. Meriwether County) – hrabstwo w środkowo-wschodniej części stanu Georgia w Stanach Zjednoczonych. Jest częścią obszaru metropolitalnego Atlanty.

## Geografia
Według spisu z 2010 roku obszar całkowity hrabstwa obejmuje powierzchnię 503,28 mil2 (1303,5 km²), z czego 501,02 mil2 (1298 km²) stanowią lądy, a 2,06 mil2 (5,3 km²) stanowią wody. Według danych United States Census Bureau w roku 2010 miało 21617 mieszkańców. Jego siedzibą administracyjną jest Greenville.

### Sąsiednie hrabstwa
- Hrabstwo Coweta - północ
- Hrabstwo Spalding - północny wschód
- Hrabstwo Pike - wschód
- Hrabstwo Upson - południowy wschód
- Hrabstwo Talbot - południe
- Hrabstwo Harris - południowy zachód
- Hrabstwo Troup - zachód

### Miejscowości
- Gay
- Greenville
- Lone Oak
- Luthersville
- Warm Springs
- Woodbury

### Główne drogi
- Autostrada międzystanowa nr 85
- Droga krajowa Stanów Zjednoczonych nr 27

## Demografia
Według spisu w 2020 roku liczy 20,6 tys. mieszkańców, co oznacza spadek o 6,3% w porównaniu z poprzednim spisem z roku 2010. 57,4% stanowią osoby białe nielatynoskie, 37,1% to Afroamerykanie lub czarnoskórzy i 2,9% to Latynosi.

## Religia
W 2020 roku największe grupy religijne pod względem członkostwa, to: Południowa Konwencja Baptystów (3,5 tys.), bezdenominacyjne zbory ewangelikalne (1,5 tys.), Zjednoczony Kościół Metodystyczny (1,2 tys.) i Chrześcijański Kościół Metodystyczno–Episkopalny (0,8 tys.).

## Polityka
W wyborach prezydenckich w 2020 roku, 60% głosów otrzymał Donald Trump i 39,4% przypadło dla Joe Bidena. 